# Producto notable
Se le llama identidad notable, producto notable, producto especial, producto de interés práctico o fórmula de multiplicación abreviada a un cierto producto que cumple reglas fijas y cuyo resultado puede ser escrito por simple inspección, es decir, sin verificar la multiplicación.
Cada producto notable corresponde a una fórmula de factorización. Por ejemplo, la factorización de una diferencia de cuadrados perfectos es un producto de dos binomios conjugados. Los productos notables son simplemente multiplicaciones especiales entre expresiones algebraicas las cuales sobresalen de las demás. Son llamados "notables" ya que se presentan con frecuencia en matemática.

## Factor común

Visualización de la regla de factor común. Forma un nomon.

El resultado de multiplicar un binomio {\displaystyle a+b} por un término {\displaystyle c} se obtiene aplicando la propiedad distributiva:
{\displaystyle c\cdot (a+b)=c\cdot a+c\cdot b\,}
En la figura adjunta se observa que el área del rectángulo es {\displaystyle c(a+b)\,}, es decir, el producto de la base {\displaystyle a+b\,} por la altura {\displaystyle c\,},  también puede obtenerse como la suma de las dos áreas coloreadas: {\displaystyle ca\,} y {\displaystyle cb\,}.

## Cuadrado de un binomio

Ilustración gráfica del binomio al cuadrado.

Para elevar un binomio al cuadrado (es decir, multiplicarlo por sí mismo), se suman los cuadrados de cada término más el doble del producto de ellos, dando:
{\displaystyle (a+b)^{2}=a^{2}+2ab+b^{2}\,}
| Demostración |
| {\displaystyle (a+b)^{2}=(a+b)\cdot (a+b)=(a+b)\cdot a+(a+b)\cdot b} {\displaystyle =a\cdot a+b\cdot a+a\cdot b+b\cdot b} {\displaystyle =a^{2}+2\cdot a\cdot b+b^{2}} |

La expresión siguiente: {\displaystyle a^{2}+2ab+b^{2}\;} se conoce como trinomio cuadrado perfecto.
Cuando el segundo término es negativo, la igualdad que se obtiene es:
{\displaystyle (a-b)^{2}=a^{2}-2ab+b^{2}\,}
| Demostración |
| {\displaystyle (a-b)^{2}=(a+(-b))^{2}} {\displaystyle =a^{2}+2\cdot a\cdot (-b)+(-b)^{2}} {\displaystyle =a^{2}-2\cdot a\cdot b+b^{2}} Fórmula no recomendable cuando no se omite el caso {\displaystyle b=-7} en {\displaystyle (x-7)^{2}} induciendo en abundantes errores. El caso {\displaystyle (-a+b)^{2}=((-a)+b)^{2}} {\displaystyle =a^{2}-2\cdot a\cdot b+b^{2}}. Finalmente {\displaystyle (-a-b)^{2}=(-(a+b))^{2}=(a+b)^{2}}. |

Ejemplo:
{\displaystyle (2x-3y)^{2}=(2x)^{2}-2(2x)(3y)+(3y)^{2}\,}
Simplificando:
{\displaystyle (2x-3y)^{2}=4x^{2}-12xy+9y^{2}\,}

## Producto de binomios con un término común

### Dos binomios con un término común

Ilustración gráfica del producto de binomios con un término común.

Para efectuar un producto de dos binomios con término común se tiene que identificar el término común, en este caso x, luego se aplica la fórmula siguiente:
{\displaystyle (x+a)(x+b)=x^{2}+(a+b)x+ab\,}
| Demostración |
| {\displaystyle (x+a)\cdot (x+b)=(x+a)x+(x+a)b=(x\cdot x+a\cdot x)+(x\cdot b+a\cdot b)=} {\displaystyle x\cdot x+a\cdot x+x\cdot b+a\cdot b=} {\displaystyle x^{2}+(a+b)x+a\cdot b} |

Ejemplo:
{\displaystyle (x+4)(x-7)=x^{2}-3x+(-28)\,}
{\displaystyle (2y-1)(2y-3)=(2y)^{2}+(-1-3)(2y)+((-1)(-3))=4y^{2}-8y+3}

### Tres binomios con término común
Fórmula general:
{\displaystyle (x+a)(x+b)(x+c)=x^{3}+(a+b+c)x^{2}+(ab+ca+cb)x+abc} 

### Binomios con un término común
Fórmula general:
{\displaystyle (x+a_{1})\cdot ...\cdot (x+a_{n})=} {\displaystyle x^{n}+(a_{1}+...+a_{n})x^{n-1}+} {\displaystyle ((a_{1}a_{2}+a_{1}a_{3}+...+a_{1}a_{n})+} {\displaystyle (a_{2}a_{3}+...+a_{2}a_{n})+} {\displaystyle ...+} {\displaystyle (a_{n-1}a_{n}))x^{n-2}+} {\displaystyle ...+} {\displaystyle (a_{1}\cdot ...\cdot a_{n}).}

## Producto de dos binomios conjugados

Producto de binomios conjugados.

Dos binomios conjugados se diferencian solo en el signo de la operación. Para su multiplicación basta elevar los monomios al cuadrado y restarlos (obviamente, un término conserva el signo negativo), con lo cual se obtiene una diferencia de cuadrados.
{\displaystyle (a+b)(a-b)=a^{2}-b^{2}\,}
Ejemplo:
{\displaystyle (3x+5y)(3x-5y)=\,}
{\displaystyle (3x)(3x)+(3x)(-5y)+(5y)(3x)+(5y)(-5y)\,}
Agrupando términos:
{\displaystyle (3x+5y)(3x-5y)=9x^{2}-25y^{2}\,}
A este producto notable también se le conoce como suma por la diferencia.
- En el caso {\displaystyle (p-a+b+c)(p-a-b-c)=(p-a)^{2}-(b+c)^{2}},[n 1] aparecen polinomios.

## Cuadrado de un Trinomio

Elevación de un trinomio al cuadrado de forma gráfica.

Para elevar un polinomio de cualquier cantidad de términos se suman los cuadrados de cada término individual y luego se añade el doble de la suma de los productos de cada posible par de términos.
{\displaystyle (a+b+c)^{2}=a^{2}+b^{2}+c^{2}+2(ab+ac+bc)\,}
{\displaystyle (a+b+c+d)^{2}=a^{2}+b^{2}+c^{2}+d^{2}+2(ab+ac+ad+bc+bd+cd)\,}
Ejemplo:
{\displaystyle (3x+2y-5z)^{2}=(3x+2y-5z)(3x+2y-5z)\,}
Multiplicando los monomios:
{\displaystyle (3x+2y-5z)^{2}=3x\cdot 3x+3x\cdot 2y+3x\cdot (-5z)\,}
{\displaystyle +2y\cdot 3x+2y\cdot 2y+2y\cdot (-5z)\,}
{\displaystyle +(-5z)\cdot 3x+(-5z)\cdot 2y+(-5z)\cdot (-5z)\,}
Agrupando términos:
{\displaystyle (3x+2y-5z)^{2}=9x^{2}+4y^{2}+25z^{2}+2(6xy-15xz-10yz)\,}
Luego:
{\displaystyle (3x+2y-5z)^{2}=9x^{2}+4y^{2}+25z^{2}+12xy-30xz-20yz\,}
Romper moldes
{\displaystyle x(x+1)(x+2)(x+3)+1=(x^{2}+3x+1)^{2}}.

## Cubo de un binomio

Descomposición volumétrica del binomio al cubo.

Para calcular el cubo de un binomio se suman, sucesivamente:
- El cubo del primer término.
- El triple producto del cuadrado del primero por el segundo.
- El triple producto del primero por el cuadrado del segundo.
- El cubo del segundo término.

{\displaystyle (a+b)^{3}=a^{3}+3a^{2}b+3ab^{2}+b^{3}\,}
Identidades de Cauchy:
{\displaystyle (a+b)^{3}=a^{3}+b^{3}+3ab(a+b)\,}
Ejemplo:
{\displaystyle (x+2y)^{3}=x^{3}+3(x)^{2}(2y)+3(x)(2y)^{2}+(2y)^{3}\,}
Agrupando términos:
{\displaystyle (x+2y)^{3}=x^{3}+6x^{2}y+12xy^{2}+8y^{3}\,}
Si la operación del binomio implica resta, el resultado es:
- El cubo del primer término.
- Menos el triple producto del cuadrado del primero por el segundo.
- Más el triple producto del primero por el cuadrado del segundo.
- Menos el cubo del segundo término.

{\displaystyle (a-b)^{3}=a^{3}-3a^{2}b+3ab^{2}-b^{3}\,}
Identidades de Cauchy:
{\displaystyle (a-b)^{3}=a^{3}-b^{3}-3ab(a-b)\,}
Ejemplo:
{\displaystyle (x-2y)^{3}=x^{3}-3(x)^{2}(2y)+3(x)(2y)^{2}-(2y)^{3}\,}
Agrupando términos:
{\displaystyle (x-2y)^{3}=x^{3}-6x^{2}y+12xy^{2}-8y^{3}\,}

## Identidad de Argand
{\displaystyle (x^{2}+x+1)(x^{2}-x+1)=x^{4}+x^{2}+1\,}

## Identidades de Gauss
{\displaystyle a^{3}+b^{3}+c^{3}-3abc=(a+b+c)(a^{2}+b^{2}+c^{2}-ab-bc-ac)\,}
{\displaystyle a^{3}+b^{3}+c^{3}-3abc={\frac {1}{2}}(a+b+c)[(a-b)^{2}+(b-c)^{2}+(a-c)^{2}]\,}

## Identidades de Legendre
{\displaystyle (a+b)^{2}+(a-b)^{2}=2(a^{2}+b^{2})\,}
{\displaystyle (a+b)^{2}-(a-b)^{2}=4ab\,}
{\displaystyle (a+b)^{4}-(a-b)^{4}=8ab(a^{2}+b^{2})\,}

## Identidades de Lagrange
{\displaystyle (a^{2}+b^{2})(x^{2}+y^{2})=(ax+by)^{2}+(ay-bx)^{2}\,}
{\displaystyle (a^{2}+b^{2}+c^{2})(x^{2}+y^{2}+z^{2})=(ax+by+cz)^{2}+(ay-bx)^{2}+(az-cx)^{2}+(bz-cy)^{2}\,}

## Otras identidades
Dado que la notabilidad de un producto es un concepto ambiguo, no existe una lista determinante que indique a cuáles productos se les puede considerar notables, y a cuáles no. A otras fórmulas, aunque menos usadas que las anteriores, en ciertos contextos se les puede calificar de productos notables. Entre ellas se destacan:
Adición de cubos:
{\displaystyle a^{3}+b^{3}=(a+b)(a^{2}-ab+b^{2})\,}
Diferencia de cubos:
{\displaystyle a^{3}-b^{3}=(a-b)(a^{2}+ab+b^{2})\,}

Es más frecuente listar las dos expresiones anteriores como las fórmulas de factorización, ya que los productos no tienen una forma particularmente simétrica, pero el resultado sí (contrástese, por ejemplo, con la fórmula de binomio al cubo).
{\displaystyle (a+b)(a^{2}-ab+b^{2})=a^{3}+b^{3}\,}
{\displaystyle (a-b)(a^{2}+ab+b^{2})=a^{3}-b^{3}\,}
La suma y la diferencia de cubos se pueden generalizar a sumas y diferencias de potencias enésimas (o n - ésimas: xn).
Suma de dos cuadrados
{\displaystyle a^{2}+b^{2}=(a+bi)(a-bi)\,}
Dónde i es la unidad imaginaria (√-1)
| Demostración |
| {\displaystyle (a+bi)(a-bi)=a^{2}-(bi)^{2}=a^{2}-(b^{2}\cdot i^{2})=a^{2}-(b^{2}(-1))=a^{2}-(-b^{2})=a^{2}+b^{2}} |

Suma de potencias enésimas:
Si –sólo si– n es impar, {\displaystyle a^{n}+b^{n}=(a+b)(a^{n-1}-a^{n-2}b+a^{n-3}b^{2}-\cdots +b^{n-1})\,}
Diferencia de potencias enésimas:
{\displaystyle a^{n}-b^{n}=(a-b)(a^{n-1}+a^{n-2}b+a^{n-3}b^{2}+\cdots +b^{n-1})\,}
Las fórmulas de binomio al cuadrado y binomio al cubo se pueden generalizar mediante el teorema del binomio.
Para representar el cubo de un monomio, como diferencia de dos cuadrados, existe la siguiente fórmula:
{\displaystyle a^{3}=\left({\frac {(a+1)a}{2}}\right)^{2}-\left({\frac {(a-1)a}{2}}\right)^{2}}